# Dichte beschrijving
Dichte beschrijving (Engels: thick description) is het resultaat van een wetenschappelijke observatie van menselijk gedrag die niet alleen het gedrag beschrijft, maar ook de context. Hierdoor kan het gedrag beter begrepen worden door buitenstaanders. Een dichte beschrijving is een begrip dat zijn oorsprong vindt in de sociale wetenschappen, zoals antropologie, sociologie, geschiedenis, godsdienstwetenschap en organisatieontwikkeling.
In een dichte beschrijving wordt doorgaans een aantal subjectieve verklaringen en betekenissen toegevoegd door de mensen die deelnemen aan de betreffende gedragingen, waardoor de verzamelde gegevens waardevoller worden voor onderzoek door sociale wetenschappers.
De term werd geïntroduceerd door de 20e-eeuwse filosoof Gilbert Ryle (1900-1976) in zijn publicatie What is le Penseur doing?. Antropoloog Clifford Geertz ontwikkelde het concept later in zijn essay Thick Description: The Interpretation of Cultures (1973), om zijn eigen methode voor het verrichten van etnografie te kenschetsen. Sindsdien hebben de term en de bijbehorende methode ingang gevonden in de sociale wetenschappen en daarbuiten. Tegenwoordig is dichte beschrijving in zwang in meerdere disciplines, waaronder de vorm van literaire kritiek genaamd New Historicism.

## Toepassing
Geertz´ benadering van dichte beschrijving verkreeg erkenning als methode voor symbolische antropologie, waarin het tegenwicht zou bieden aan technocratische en mechanistische manieren voor het begrijpen van culturen, organisaties en geschiedkundige situaties.
De methode van beschrijvende etnografie die met Geertz wordt geassocieerd is beïnvloed door Gilbert Ryle, Ludwig Wittgenstein, Max Weber, Paul Ricœur en Alfred Schütz. Aan deze methode wordt een heropleving van veldwerk toegeschreven, ten koste van een streven naar voortdurende objectificatie. In plaats van een extern onderzoeksonderwerp wordt geopteerd voor een meer rechtstreekse onderzoeksvorm waarin participerende observatie zorgt voor inbedding van de wetenschapper in de te bestuderen situaties.